# Lepoglava
Lepoglava – miasto w Chorwacji, w żupanii varażdińskiej, siedziba miasto Lepoglava. W 2011 roku liczyło 4174 mieszkańców.

## Historia
W 1503 roku paulini założyli przy klasztorze gimnazjum, a w 1656 Studium Filozoficzne. W 1674 paulini otrzymali pozwolenie na nadanie doktoratu. Uczelnia w Lepoglavie była pierwszym chorwackim uniwersytetem na którym napisano około 75 prac doktorskich. W latach 1577–1663 w miejscowym klasztorze paulinów mieściła się siedziba generała zakonu. W 1786 roku zakon paulinów opuścił miasto po kasacie zakonu przez cesarza Józefa II Habsburga. W Lepoglavie jest przechowywana jedna z najstarszych kopii obrazu Matki Boskiej Częstochowskiej i znajduje się najstarsze więzienie w Chorwacji na które w 1854 przeznaczono budynek klasztoru. W 2001 roku klasztor wydzielono z terenu więzienia i przekazano diecezji varażdińskiej.
Paulini po przybyciu do miasta rozpowszechnili koronkarstwo. Koronki klockowe z Lepoglavy w 2009 roku zostały wpisane na listę dziedzictwa niematerialnego UNESCO.